# سفارة بنين في روسيا
سفارة بنين في روسيا هي أرفع تمثيل دبلوماسي لدولة بنين لدى روسيا. تقع السفارة في موسكو وهي تهدف لتعزيز المصالح البنينية في روسيا.

## وصلات خارجية
- قائمة سفارات بنين
- قائمة السفارات في روسيا